# Handi-Basket Le Cannet
Maillots
Le HB Le Cannet est l'équipe de handibasket du Cannet. Elle fait partie de l'élite française depuis 2008 et est un des ténors du championnat (au minimum demi-finaliste du championnat de Nationale A depuis 2011). Elle a remporté trois fois la Willi Brinkmann Cup, troisième division européenne (victoires en 2014, 2015 et 2017), et trois fois consécutivement la Coupe de France (de 2015 à 2017).

## Histoire
En juin 1999, un club d'handibasket est créé pour permettre la pratique de ce sport au niveau national dans le département des Alpes-Maritimes : le CAPSAAA Le Cannet. Il s'agit d'une filiale de l'association Cap Sport Art Aventure Amitié (donc filiale du club d'handibasket parisien CAPSAAA Paris).
En 2014, le club attire dans ses rangs deux médaillés olympiques américains : Trevon Jenifer et Tommie Gray. Après un parcours quasiment sans faute en championnat et une qualification pour la finale de la Coupe de France, les cannetans remportent le premier titre de leur histoire, sur la scène européenne qui plus est, en remportant la finale épique de l'EuroCup 3 face aux italiens de Porto Torres (97-91 après prolongation),, le champion en titre qui avait éliminé de la même compétition les français un an auparavant au stade des demi-finales. L'année se termine par une déception en finale de la Coupe de France face au voisin de Hyères, vite oubliée avec le titre de champion de France acquis la semaine suivante face à Meaux.

## Palmarès
International

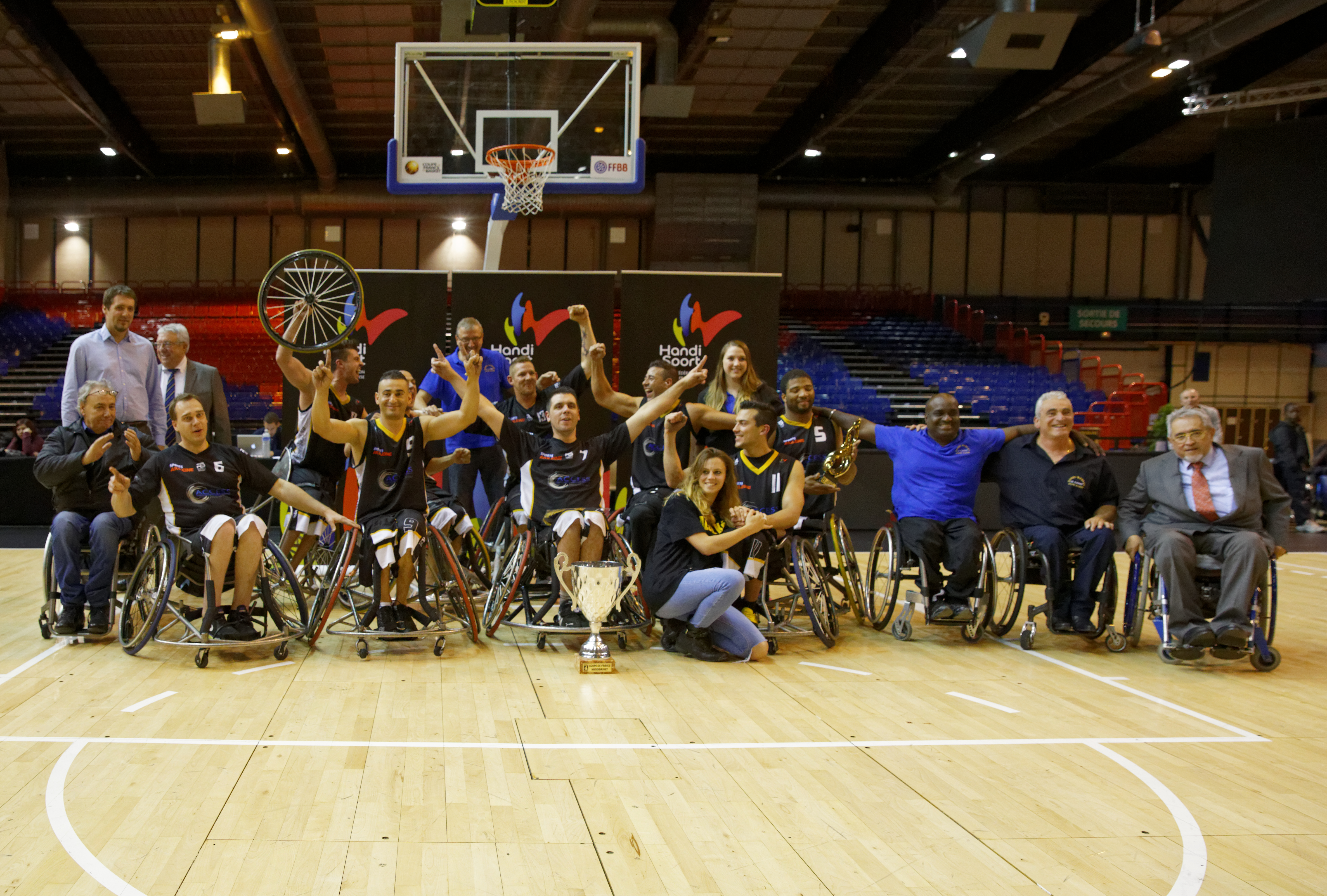
Vainqueur de la coupe de France 2015.

- Coupe des Clubs Champions (EuroCup 1) :
  - 2022 : 5e place
- Coupe André Vergauwen, puis Euroligue 1 depuis 2019 (EuroCup 2) :
  - 2019 :  3e place[9]
  - 2023 : 7e place
- Coupe Willi Brinkmann, puis Euroligue 2 depuis 2018 (EuroCup 3) : 
  - 2013 : 4e place[10]
  - 2014 :  Champion d'Europe[11]
  - 2015 :  Champion d'Europe[12]
  - 2017 :  Champion d'Europe[13]
  - 2018 :  3e place[14]
  - 2024 : 5e place
  - 2025 :  Vice-champion d'Europe
- Challenge Cup (EuroCup 4) :
  - 2010 : 6e place[15]

National
- Championnat de France Nationale 1A :
  - 2011 : 3e place
  - 2012 :  Vice-champion
  - 2014 :  Champion[17]
  - 2015 :  Vice-champion
  - 2016 :  3e place
  - 2017 :  Vice-champion
  - 2018 :  Champion
  - 2019 :  Vice-champion
  - 2020 :  3e place
  - 2023 :  Champion
- Coupe de France : 2012 (finaliste), 2014 (finaliste), 2015, 2016, 2017
- Championnat de France Nationale 1B : 2007 (finaliste), 2008 (champion)
- Équipe réserve : vice-championne de France Nationale 2 en 2009 et 2011

## Joueurs célèbres ou marquants

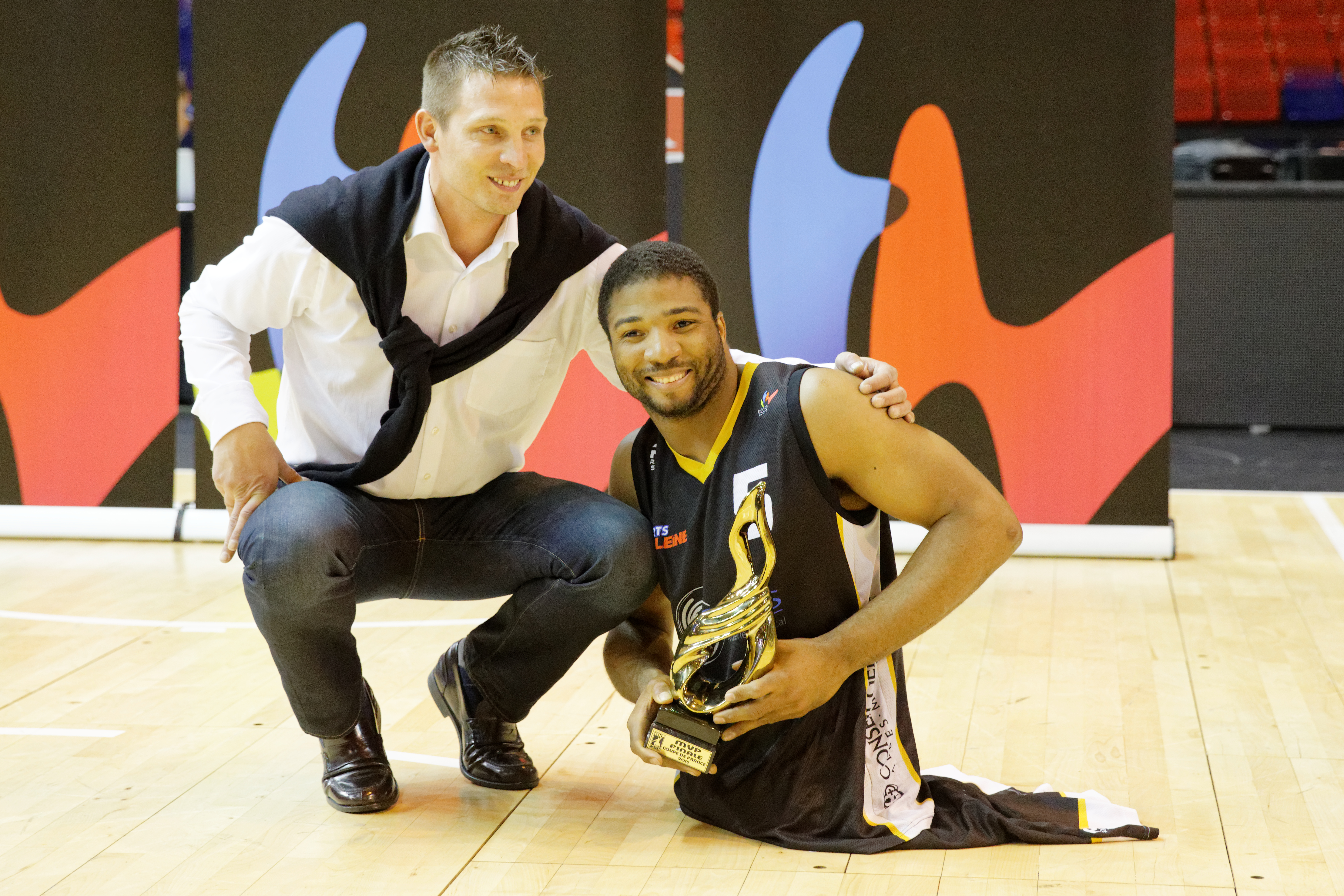
Trevon Jenifer élu MVP de la finale de la coupe de France 2015.

- Nabil Guedoun
- Christophe Carlier
- Houcine Belaïd
- Jérôme Duran
- Trevon Jenifer
- Tommie Gray
- Alexis Ramonet
- Grace Wembolua
- Charles Zila
- Kaisse Mehkazni
- Keller Stéphane